# Neokhafra
Neokhafra is een geslacht van wantsen uit de familie van de Reduviidae (Roofwantsen). Het geslacht werd voor het eerst wetenschappelijk beschreven door Norman Cecil Egerton Miller in 1957.

## Soorten
Het genus bevat de volgende soorten:

- Neokhafra bicolor (Distant, 1903)
- Neokhafra humeralis Miller, 1957